# Halichoeres poeyi
Halichoeres poeyi (Steindachner, 1867) è un pesce di acqua salata appartenente alla famiglia Labridae.

## Habitat e Distribuzione
Proviene dalle barriere coralline dell'oceano Atlantico. Viene trovato soprattutto nelle acque del golfo del Messico, alle Bahamas e lungo le coste della Florida e del Brasile, ma si può incontrare anche lungo la costa degli Stati Uniti. Vive nelle zone della barriera ricche di vegetazione acquatica, soprattutto con fondo roccioso, fino a 15 m di profondità. Si trova in particolare nelle praterie marine di fanerogame.

## Descrizione
Presenta un corpo compresso lateralmente, abbastanza allungato e per niente alto, con una testa abbastanza appuntita e gli occhi di medie dimensioni. La pinna dorsale e la pinna anale sono basse e lunghe, mentre la pinna caudale non è biforcuta. Non supera i 20 cm.
La livrea cambia abbastanza durante la vita del pesce: i giovani hanno una colorazione prevalentemente giallastra o arancione, con una macchia scura bordata di rosso dietro l'occhio e qualche screziatura rossa, bluastra o verdastra sulla testa. Le pinne sono dello stesso colore del corpo. Nel punto del corpo che corrisponde al termine della pinna dorsale è presente un'altra macchia nera.
Gli adulti, invece, presentano un dorso verde chiaro ed un ventre biancastro, mentre lungo il dorso ci sono delle fasce verticali rosse, abbastanza sbiadite, mentre sulla testa sono molto più evidenti ma irregolari. Le pinne sono rosse e verdi con il bordo blu-violaceo, eccetto le pinne pettorali che sono invece trasparenti.

## Biologia

### Alimentazione
Ha una dieta piuttosto varia, prevalentemente carnivora, composta da pochi pesci ossei più piccoli e molti invertebrati marini come crostacei, soprattutto granchi, isopodi e paguri, molluschi bivalvi, chitoni e gasteropodi, in particolare specie dei generi Tellina, Bittium, Ischnochiton e Hemitoma, vermi come policheti ed echinodermi, sia ricci di mare che stelle marine come Ophiocoma e Ophiothrix, a volte anche oloturie.

### Riproduzione
È oviparo e la fecondazione è esterna. È ermafrodita, gli esemplari più grossi sono maschi. Il cambiamento di sesso avviene quando il pesce è lungo circa 8 cm.

## Conservazione
Questa specie è stata classificata come "a rischio minimo" (LC) dalla lista rossa IUCN, perché viene pescata abbastanza frequentemente sia per l'acquariofilia sia, nonostante le piccole dimensioni, come alimento, ma queste minacce non sembrano influire sulla frequenza di questa specie nel golfo del Messico.